# Mike Logan
Mike Logan, all'anagrafe Michael Logan (Prescot, 15 gennaio 1947 – Milano, 26 luglio 2022), è stato un tastierista, cantante, compositore, paroliere e arrangiatore britannico. Ha talvolta utilizzato il suo vero nome e anche altri nomi d'arte, come Mick "George" Logan e Mike "Saint" Logan.

## Biografia
Michael Logan, nato in una cittadina a 15 chilometri da Liverpool, figlio di un fotografo, per otto anni studiò pianoforte e all'età di 17 anni entrò nella band Denny Seyton & The Sabres - messa insieme dal chitarrista Douglas Albert Meakin - che poi mutò il nome in The Motowns, complesso le cui canzoni giunsero molte volte in classifica, in Inghilterra. Logan era il componente più giovane e l'unico che aveva studiato musica classica. Il complesso suonò nei locali di Liverpool Cavern Club, Peppermint Lounge, Iron Door, The Blue Angel e andò in tournée ad Amburgo e a Belfast, prima di arrivare, nel 1966, in Italia, chiamato dai titolari dal Piper Club. Il quintetto The Motowns che comprendeva - oltre a Meakin - Dave Sumner, Lally Stott, Michael Brill e appunto Logan divenne celebre per il brano Prendi la chitarra e vai, lato A del 45 giri Prendi la chitarra e vai/Per quanto io ci provi. Durante l'alluvione di Firenze del 4 novembre 1966 la band perse nel fango il pulmino, con dentro tutti gli strumenti. Grazie ad un appello in televisione di Mike Bongiorno fu realizzata la somma sufficiente per acquistare un nuovo pulmino e strumenti nuovi.

### Cinema con The Motowns
L'immensità (La ragazza del Paip's), film del 1967 diretto da Oscar De Fina, vide la partecipazione del quintetto The Motowns, che si esibì anche nel "musicarello" Soldati e capelloni (1967), diretto da Ettore Maria Fizzarotti, film girato quasi interamente in un locale romano. Nel terzo segmento del film Tre passi nel delirio (1968), intitolato Toby Dammit e diretto da Federico Fellini, in una scena si vede il complesso The Motowns. Al film La più bella coppia del mondo (1968), diretto da Camillo Mastrocinque parteciparono i complessi musicali The Motowns, Camaleonti e Dik Dik. In una scena del thriller Quattro mosche di velluto grigio di Dario Argento (1971), con musiche di Ennio Morricone, comparve la band The Motowns, in una formazione diversa da quella originale, ma sempre con Logan all'organo.

### Trasferimento in Italia
Dopo lo scioglimento del complesso, nel 1972, Mike Logan rimase in Italia e lavorò con molti altri artisti - come autore, arrangiatore, paroliere e musicista di studio - tra cui Marco Guerzoni per cui scrisse il testo in inglese di In Mexico, brano composto e prodotto da Pino Presti; Mango (La mia ragazza è un gran caldo); gli album di Mina Attila e Salomè; La luna di Angelo Branduardi; l'album Iva Zanicchi (1981); il primo album di Giuni Russo Love Is a Woman (1975).
Collaborò anche con Roberto Frizzo, con Mario Lavezzi, con Nada (Ho scoperto che esisto anch'io). Scrisse i testi in inglese per musiche composte da Victor Bach. Nel 1976 tradusse in inglese il testo di Mogol del brano Il Veliero di Lucio Battisti, che fu utilizzato come cover di Love on the Rocks, singolo distribuito in USA dalla Peters International. Nel 1979 Logan seguì in tournée - in Italia e in Germania - Adriano Celentano e Claudia Mori.

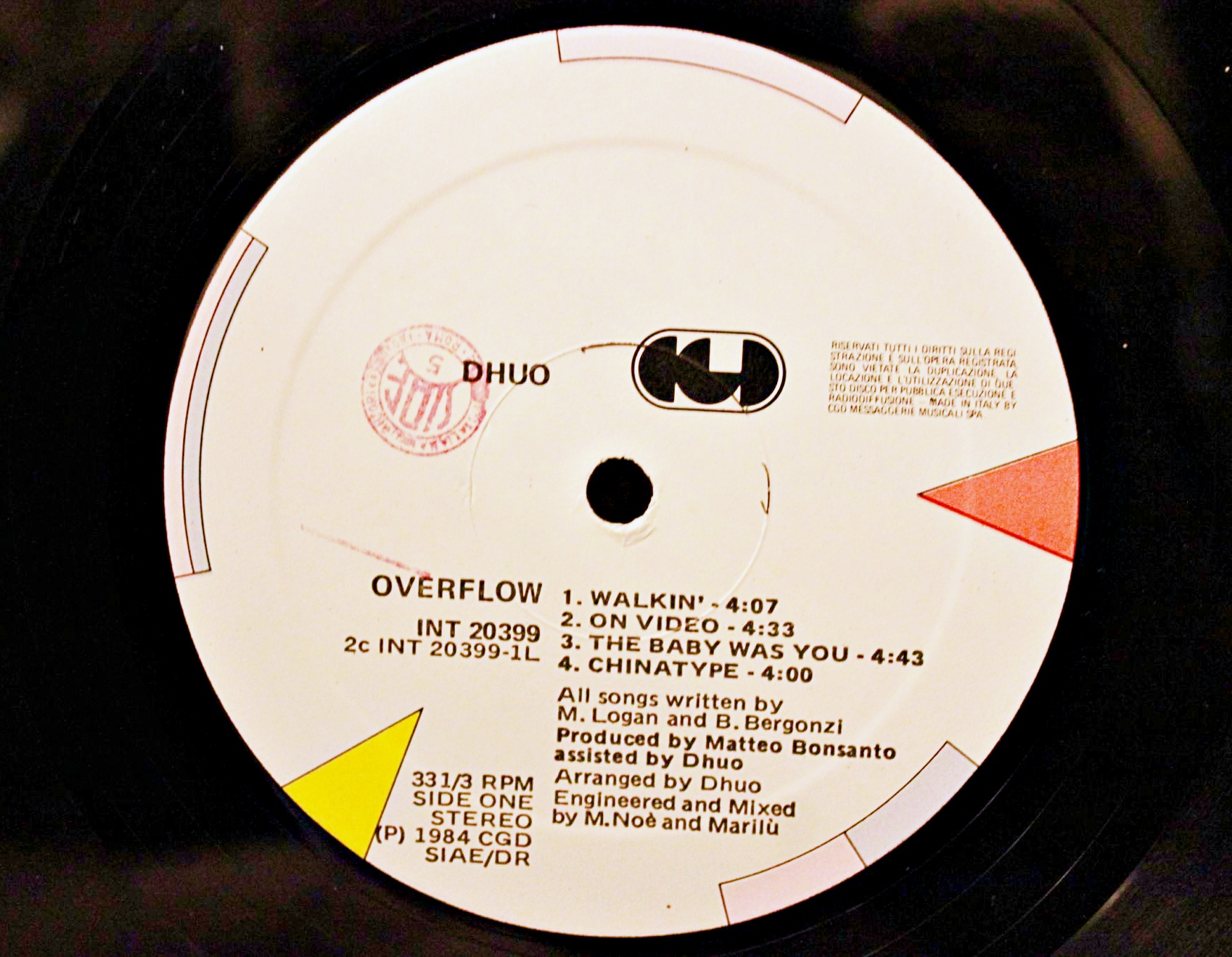
Etichetta album Overflow di Dhuo

Con il duo Tukano suonò per l'album Cantando l'amore e con il cantautore Mauro Pelosi per l'album La stagione per morire. Scrisse il testo in inglese per le canzoni del duo Meccano Activate My Heart (1986), Walk in a Stranger Dream (1986), Endless Refrain (1985), Down Down Romeo e partecipò alla realizzazione dell'album Extrameccano. Una nuova edizione di Teneramente, su musica e arrangiamento di Mike Logan, canzone che Al Bano cantò in un musicarello, è compresa nell'album Di rose e di spine dello stesso cantante pugliese, licenziato nel 2017.
Alla manifestazione canora Un disco per l'estate 1972 Mike Logan partecipò insieme al complesso deI Camaleonti, con Tempo d'inverno (su testo di Adelio Cogliati, musica di Mike Logan e Roberto Giuliani). Suonò il pianoforte a coda nell'orchestra del Festival di Sanremo 1980 nella canzone vincente Solo noi, cantata da Toto Cutugno. Lo suonò pure nella registrazione della canzone Un amore così grande, musica di Guido Maria Ferilli, arrangiamento di Detto Mariano, voce di Mario Del Monaco (1976).
Nel 1988 realizzò l'arrangiamento e diresse gli archi del motivo Un cuore di panna e noi, proposto nello spot pubblicitario del Cornetto Algida. Nello stesso anno realizzò musiche anche per gli spot di Morositas e Libana deodorante.

### Dhuo
Nel 1984, insieme a Bruno Bergonzi, fu artefice del progetto discografico internazionale chiamato Dhuo. Cantò al Festival di Sanremo 1984, nella categoria Nuove Proposte - come Dhuo - il brano Walkin', andato in finale e poi divenuto lato A del 45 giri Walkin'/Chinatype (CGD). Incise poi, come Dhuo, l'album Overflow, licenziato in Italia con etichetta CGD, in Germania con la Barclay, in Francia e in USA con la Sire Records, in Giappone con la King Records.
Nel 1984, sempre come Dhuo, collaborò alla ideazione e alla realizzazione del primo CV Disc (Computer Vision Disc) Rome By Night/On Video. Nel progetto Dhuo entrò come guest la cantante Sahara Simon. Il sodalizio musicale Bergonzi-Logan fu ripreso nel 1986, col nome Bonaventura, e produsse Fantasy.
Michael Logan era il padre dell'attrice Veronika Logan.

## Discografia

### Con The Motowns

#### Album
- 1967 - Sì, proprio i Motowns
- 1971 - I Motowns

#### Singoli
- 1966 - Prendi la chitarra e vai/Per quanto io ci provi
- 1967 - Prendi la chitarra e vai/Una come lei
- 1967 - Sagamafina/Mr. Jones
- 1968 - Dentro la fontana/In un villaggio
- 1968 - Fuoco/In the Morning
- 1969 - Sogno, Sogno, Sogno/Hello To Mary
- 1970 - Na Na Hey Hey Kiss Him Goodbye/In the Morning
- 1970 - Lassù/Sai forse ti amerò
- 1970 - Una moglie/Un corpo per l'amore
- 1972 - Fire

### Con Dhuo

#### Album
- 1984 - Overflow

#### Singoli
- 1984 - Walkin'/Chinatype
- 1984 - Rome By Night/On Video

### Solista

#### Collaborazioni

##### Album
- 1972 - Mauro Pelosi La stagione per morire
- 1973 - I Camaleonti I magnifici Camaleonti, compositore per Tempo d'inverno
- 1973 - Nada Ho scoperto che esisto anch'io
- 1975 - Angelo Branduardi La luna
- 1975 - Adriano Celentano Il meglio di Adriano Celentano, brani Storia d'amore, Yuppi Du, Soli e L'albero di trenta piani
- 1976 - Mango La mia ragazza è un gran caldo
- 1979 - Mina Attila, arrangiatore per Fiore amaro
- 1981 - Mina Salomè, tastiere
- 1981 - Iva Zanicchi Iva Zanicchi
- 1987 - Meccano Extrameccano
- 1987 - Tucano Cantando l'amore

##### Singoli
- 1975 - Claudia Mori Buonasera dottore
- 1975 - Giuni Russo Love Is a Woman, testi, musiche, arrangiamenti
- 1979 - Victor Bach Salsa jeans, testo di Mike Logan)
- 1979 - Sergio Parisini Lazy Ways
- 1983 - Lama Love on the rocks/Nineteen Ninety Three
- 1985 - Marco Guerzoni In Mexico
- 1986 - Bonaventura Fantasy